# Атанас Киряков
Атанас Киряков Атанасов е български режисьор, сценарист и актьор.

## Биография
Роден е в град Варна на 22 март 1939 г.  Завършва през 1963 г. кинорежисура в ИДЕК / IDHEC Institut des hautes études cinématographiques в Париж. Работи в Българска национална телевизия (1966 – 1970) и в Студия „Време“ (1970 – 1982). Автор е на два игрални и около 150 документални и научнопопулярни филма.

Почива внезапно на 21 юни 2025 г.

## Филмография (частична)
Като режисьор
- Писани яица за радост (Заглавието е такова, защото цензурата не разрешава да се казва „Великденски яйца“)
- Вечният град (Рим)
- Български художници в Италия
- Венеция
- Елена Снежина и Атанас Кирчев през очите на техните съвременници (1974), 20', сценарист Олга Кирчева
- Да спасим въздуха (1977) Голямата награда на фестивала „Златен ритон“ (забраняван за показ близо 2 десетилетия)
- Пазачът на фара (1978), 14'
- Историята помни (за базиликата Сан Клементе – края на 70-те години)
- Концерт за флейта и момиче (1980) – игрален филм
- Жан-Луи Баро (1982), 13'
- Равен на всички (1983), 12', Златен кораб – Гранд При на Международен фестивал на червенокръстките и здравни филми във Варна
- Един клас по живопис (1986), 15'
- Видове дупки (1988), 9'
- Двойният ад (1989), 17'
- За служебно ползване (1988) Голямата награда на фестивала „Златен ритон“
- Сибирски измерения (за Перестройката в западен Сибир – 1989)
- Горещата есен на 1989 (изработен в 'София Прес' за горещия декември 1989 г. – никъде не показван)
- Оцелелите. Лагерни разкази (1990), 59', за Лагери за принудителен труд в комунистическа България
- Хроника на едно изпитание (1990)
- Нещо като Хайд парк (1990), 19'
- В името на истината (1990), 14'
- Демокрация, бр. първи (1990), 10'
- Обречените (1994)
- Цяр (2001) Награда на гр. Пловдив на фестивала 'Златен ритон'
- Летящите хора на Жоел (2007), 57'
- И в рая има ад (2007), 89', за Стефан Груев, Награда за режисура на фестивала 'Златен ритон'
- Голямата любов на френския „терорист“ Абел Рамбер (2008)
- Иван Кирков или да се спасиш в спомена (2009), 58'
- Омагьосан от морето (2009), 54'
- Горяни (2011), 1-ва и 2-ра част, 120', първи филм за горянското съпротивително движение
- Автопортрет с маска (2011), 25', за художничката Вера Недкова
- Какво стана с нас (2012), 125'
- Отмъщението. Дългата сянка на ДС (2013), 75'
- Коприната (N/A)
- Огледало на нравите (Нова телевизия)
- Бартер (2015), 97', игрален филм
- Балканска хармония - истина или сън (2016), 75', за Теодосий Спасов и музиканти от различни страни
- Светлин Русев – Усещане за вечност (2018), 112'
- Дорина (2020), 59'[3]
- На чаша вино с Милко Божков (2020), 46'
- 1200 страници болка (2022) – филм за Стефан Маринов

Като сценарист
- Да спасим въздуха (1977)
- Равен на всички (1983) Златен кораб – Гранд При на Международния фестивал на Червения кръст във Варна
- За служебно ползване (1988) Голямата награда на фестивала „Златен ритон“ (дълго време със забрана за показ)
- Оцелелите (1990) 52-минутен вариант, излъчен по 'Канал 3' на френската телевизия, а копия от едночасов вариант на английски са изпратени във всички големи университети в САЩ и Европа по искане на американска университетска фондация
- Хроника на едно изпитание (1990)
- Нещо като Хайд парк (1990)
- Демокрация, бр. първи (1991)
- Обречените (1994)
- Цяр (2001)
- Летящите хора на Жоел (2007)
- И в рая има ад (2007)
- Голямата любов на френския 'терорист' Абел Рамбер (2008)
- Иван Кирков или да се спасиш в спомена (2009)
- Омагьосан от морето (2010)
- Горяни (2011) – 1-ва и 2-ра част
- Огледало на нравите (Нова телевизия)
- Бартер (2015) – съсценарист Юрий Дачев
- Дорина (2020)
- 1200 страници болка (2022) – филм за Стефан Маринов

Като актьор
- Жесток и невинен (1990)
- Пътешествие със сал (1973)